# Johan Bojer
Johan Bojer (Orkdalsøra, 6 marzo 1872 – Gudbrandsdal, 3 luglio 1959) è stato uno scrittore norvegese.

## Biografia
Nato da una relazione illegittima tra una cameriera, Johanne Elga, appena diciassettenne e il suo datore di lavoro, Hans Bojer, non fu riconosciuto da quest'ultimo in quanto temeva le ripercussioni di un eventuale scandalo e, per questo, fu inviato lontano dalla casa paterna, presso una famiglia di poveri contadini di Rissa, in Norvegia, dove apprese per esperienza diretta le ristrettezze ed i drammi della realtà contadina.
Mentre aiutava la sua famiglia lavorando come guardiano di armenti, il giovane Johan apprese dalla madre adottiva, Randi Fætten, molte leggende e fiabe del folklore contadino norvegese.
Appassionato di letteratura, dopo molte insistenze, convinse il suo padre naturale, a pagare i suoi studi presso la scuola di Selbu, dove il giovane si avvicinò alla poesia.
Terminati gli studi, fu inviato dal padre naturale alla scuola sottufficiali di Trondheim dove guadagnò il grado di sergente.
Dopo aver seguito una scuola professionale nel 1893, il giovane Bojer fu impiegato in diverse occupazioni e nel frattempo continuò a dedicarsi alla lettura e pubblicò il suo primo lavoro letterario, Unge tanker, mantenendo il nome adottivo di Johan K. Hansson. Assunse il suo vero cognome nel 1894 solo dopo la morte del suo padre naturale, il quale gli lasciò una discreta eredità, con la quale Bojer si trasferì a Parigi. A Parigi, mentre si guadagnava da vivere come giornalista, fece due incontri importanti che furono decisivi per la sua carriera di scrittore, i suoi conterranei Knut Hamsun e Alexander Lange Kielland, i quali lo incitarono a intraprendere la via della letteratura. Nel 1895 Bojer pubblicò il dramma En Mode (La Madre), il romanzo Helga e il dramma Gravholmen (L'isola dei morti); ma fu solo con il romanzo Et folketog (La processione) che Bojer iniziò ad essere conosciuto ed apprezzato dalla critica letteraria, ricevendo grandi elogi dal celebre critico norvegese Arne Garborg, soprattutto per i risvolti politici e sociali del romanzo. Dopo aver terminato gli studi all'Università di Oslo nel 1897, Bojer viaggiò a lungo a Parigi e Roma, scrivendo come corrispondente per il settimanale norvegese Morgenbladet.
Nel 1899 Bojer sposò Ellen Lous Lange, dalla quale ebbe tre figli: Thora nel 1902, Randi nel 1903 ed infine Halvard nel 1905. Dopo aver trascorso una lunga luna di miele a Roma, nel 1901 i Bojer si trasferirono a Steinkjer. Nel 1902 Bojer fece ritorno a Parigi, dove tornò ad occuparsi di giornalismo, e nel frattempo ricevette dall'editore danese Gyldendal una offerta di esclusiva editoriale su tutta la sua produzione per una somma mensile fissa che lo scrittore accettò di buon grado. Durante il suo soggiorno francese Bojer produsse diverse opere letterarie, tra le quali En gang pilgrim.